# حسين الحبشي
حسين الحبشي لاعب كرة قدم سعودي. لعب مع فريق الهلال في درجة الأشبال نهاية عام 1979 وتدرج معه حتى أصبح قائداً له عام 1993، حقق مع فريقه العديد من البطولات المحلية والخارجية وعرف عنه تسجيله للأهداف على الرغم من كونه مدافع «ظهير»، يعتبر من الأكثر تسجيلاً في ديربي الرياض وهو أكثر مدافع هلالي سجل في الديربي بـ7 أهداف وثاني أكثر المدافعين تسجيلاً في تاريخ الديربي بعد مدافع النصر ناصر الجوهر.

## بداياته
بدأ مع الكرة عام 1975 مع فرق حواري حلة بن نصار والطرادية وكان فيها اللاعبين ناصر الدوسري (سدوس) وهاشم سرور ومحيسن الجمعان ثم في مدرسة حطين المتوسطة، كان يلعب حارساً للمرمى ثم تحول للهجوم وانتهى به المطاف ظهيراً أيسر.

## مشواره مع الهلال
التحق بنادي الهلال نهاية عام 1979 وخاض أول مباراة مع الهلال على مستوى الأشبال وبعدها مع فئة الشباب وحقق معهم بطولة المملكة 1983، بدايته مع الهلال كانت كرأس حربة وجناح أيسر واستمر حتى درجة الشباب وفي إحدى المرات اعتذر ظهير الفريق الأيسر خالد الجهيمي عن الاستمرار مع الفريق لظروفه الخاصة فأشركه المدرب البرازيلي اوتن فيلهو ومع نجاحه في الخانة كسب رضى المدرب فأصبح من بعدها ظهير الفريق الأساسي، بدأ مع الفريق الأول 1984 عندما استعان به المدرب الصربي بروشتش مع مجموعة صعدت للفريق الأول وهم: طارق العوضي ويوسف جازع وصالح السلومي ويوسف الثنيان وسعد مبارك وعبد الرحمن اليوسف وصالح الخلف، استمر مع الفريق الأول حتى اعتزاله عام 1996.
ويروي اللاعب قصة قبل انضمامه للهلال حيث يقول: "انفرد بي أخي الأكبر يوسف وكان يشجع الهلال بجنون وقال لي بالعامية: "لو تسجل في النصر كسرت رجولك" وقال لي ذلك حين لاحظ تردد زميلي في المدرسة ولاعب النصر -فيما بعد- محيسن الجمعان مع زميله لاعب النصر أيضاً محمد الدبيس وكان بيننا علاقة قوية منذ الصغر.

## مشواره مع المنتخب
اختير لمنتخب المملكة للأشبال عام 1984 ولعب في صفوف منتخب الشباب عام 1985 في التصفيات التأهيلية لبطولة آسيا وتصفيات آسيا المؤهلة لكأس العالم في موسكو، وحين وصل المنتخب الأول 1986 تعرض لإصابة في قدمه اليسرى حرمته من المشاركة مع المنتخب في كأس الخليج بالبحرين وكذلك مع النادي في بطولة الأندية الخليجية.

## مشواره كمدرب
خاض أول تجربة كمدرب وطني مع الهلال خلال موسم 2004-2005 وقاد الفريق لنهائي كأس الأمير فيصل الذي انتهى بخسارة فريقه، ابتعد عن تدريب الهلال بسبب مطالبته بمقدم عقد سنة 150 الف ريال.

## مشواره مع المنتخب
- المشاركة في كأس العالم للشباب في موسكو 1985.

## إنجازاته
- كأس الملك 1984.
- بطولة الدوري 1985.
- بطولة الدوري 1986.
- كأس الاتحاد 1987.
- كأس الملك 1989.
- كأس الاتحاد 1990.
- بطولة الدوري 1990.
- كأس الاتحاد 1993.
- البطولة الآسيوية 1992.
- البطولة العربية 1995.